# ホセ・エウロヒオ・ガラテ
ホセ・エウロヒオ・ガラテ（José Eulogio Gárate Ormaechea, 1944年9月20日 - ）は、アルゼンチン・ブエノスアイレス州出身の元サッカー選手。スペイン代表である。ポジションはFW。

## 経歴
スペイン内戦の影響でアルゼンチンへと疎開していたバスク人の祖父の影響で自身もアルゼンチンに生まれた。内戦終了後スペインへと帰国し、1963-64シーズンにテルセーラ・ディビシオンに所属していたSDエイバルでキャリアをスタートさせた。
1966年7月、アトレティコ・マドリードへ移籍した。アトレティコ・マドリードではストライカーのポジションを確保し、1968-69シーズンからは3シーズン連続でピチーチ賞に輝くなど持ち前の得点能力を活かして得点を量産した。
1976-77シーズンに現役を引退するが、キャリアを通して紳士的なプレーを継続していたため、キャリアの中でレッドカードは一度のみだった。また、引退を決断した理由は、1976-77シーズンのエルチェCF戦で負った膝の負傷箇所で細菌感染を引き起こし、治療を行なった結果激しい運動に耐えられる膝では無くなったためである。

## 人物
サッカーと並行してマドリード工科大学で工学の学士を取得している。

## タイトル

### クラブ
アトレティコ・マドリード
- ラ・リーガ : 3回 (1969-70, 1972-73, 1976-77)
- コパ・デル・レイ : 2回 (1971-72, 1975-76)
- インターコンチネンタルカップ : 1回 (1975)

### 個人
- ピチーチ賞 : 3回 (1968-69, 1969-70, 1970-71)